# Monopatí de carrer als Jocs Olímpics
El monopatí de carrer (també anomenat en anglès: skateboarding) és un esport olímpic incorporat al programa oficial dels Jocs Olímpics a partir dels Jocs Olímpics d'estiu de 2020 realitzats a Tòquio (Japó).
El gran dominador d'aquest esport és el Japó.

## Programa
| Edició              | 20 | 24 | Total |
| ------------------- | -- | -- | ----- |
| Categoria masculina |    |    |       |
| Homes parc          | •  | •  | 2     |
| Homes carrer        | •  | •  | 2     |
| Categoria femenina  |    |    |       |
| Dones parc          | •  | •  | 2     |
| Dones carrer        | •  | •  | 2     |
| Total               | 4  | 4  |       |

## Medaller
| Posició | País         | Or | Plata | Bronze | Total |
| 1       | Japó         | 5  | 2     | 1      | 8     |
| 2       | Austràlia    | 1  | 0     | 0      | 1     |
| 3       | Brasil       | 0  | 3     | 1      | 4     |
| 4       | Estats Units | 0  | 1     | 3      | 4     |
| 5       | Regne Unit   | 0  | 0     | 1      | 1     |
| Total   | Total        | 6  | 6     | 6      | 18    |

## Medallistes més guardonats

### Categoria masculina
| Nom           | CON  | Anys      | Or | Plata | Bronze | Total |
| Yuto Horigome | Japó | 2020-2024 | 2  | 0     | 0      | 2     |

### Categoria femenina
| Nom         | CON    | Anys      | Or | Plata | Bronze | Total |
| Rayssa Leal | Brasil | 2020-2024 | 0  | 1     | 1      | 2     |